# Gánh nặng chứng minh (luật)
Gánh nặng chứng minh là một nghĩa vụ pháp lý bao gồm hai ý tưởng kết nối nhưng riêng biệt để thiết lập sự thật của sự kiện trong một phiên tòa trước các tòa án ở Hoa Kỳ: "gánh nặng sản xuất" và "gánh nặng thuyết phục". Trong một tranh chấp pháp lý, một bên ban đầu được coi là chính xác, trong khi phía bên kia chịu gánh nặng đưa ra bằng chứng đủ sức thuyết phục để thiết lập sự thật của các sự kiện cần thiết để đáp ứng tất cả các yếu tố pháp lý cần thiết của tranh chấp pháp lý. Có nhiều loại gánh nặng thuyết phục khác nhau thường được gọi là tiêu chuẩn của bằng chứng, và tùy thuộc vào loại trường hợp, tiêu chuẩn của bằng chứng sẽ cao hơn hoặc thấp hơn. Gánh nặng thuyết phục và sản xuất có thể là các tiêu chuẩn khác nhau cho mỗi bên, trong các giai đoạn kiện tụng khác nhau. Gánh nặng sản xuất là một gánh nặng tối thiểu để tạo ra ít nhất đủ bằng chứng cho bộ ba thực tế để xem xét một yêu cầu tranh chấp.  :16–17 Sau khi đương sự gặp phải gánh nặng sản xuất, họ có gánh nặng thuyết phục: rằng đủ bằng chứng đã được đưa ra để thuyết phục bộ ba thực tế rằng phía họ là chính xác. Có nhiều tiêu chuẩn khác nhau về tính thuyết phục khác nhau, từ tính ưu việt của bằng chứng, trong đó có đủ bằng chứng để vượt qua sự cân bằng, để chứng minh vượt quá sự nghi ngờ hợp lý, như tại các tòa án hình sự Hoa Kỳ.  :17
Gánh nặng chứng minh luôn thuộc về người đưa ra yêu cầu trong tranh chấp. Nó thường được liên kết với câu châm ngôn Latinh Needitas probandi incumbit ei qui agit, một bản dịch trong ngữ cảnh này là: "sự cần thiết của chứng minh luôn nằm ở người đưa ra cáo buộc."  Ví dụ, trong các vụ kiện dân sự, nguyên đơn phải chịu trách nhiệm chứng minh rằng hành động hoặc hành động của bị đơn gây ra thương tích cho nguyên đơn, và bị đơn phải chịu gánh nặng chứng minh sự bào chữa khẳng định.
Các bên không mang gánh nặng chứng minh được coi là chính xác, cho đến khi gánh nặng thay đổi sau khi bên đó với gánh nặng chứng minh đáp ứng gánh nặng của nó. Một ví dụ là trong một vụ án hình sự của Mỹ, nơi có một sự suy đoán vô tội của bị cáo. Một khi một bên hoàn thành gánh nặng chứng minh, thì gánh nặng sẽ chuyển sang bên kia.